# 興和紡
興和紡株式会社（こうわぼう、英: Kowabo Co., Ltd.）は、印刷事業、雑貨輸出入事業、不動産賃貸事業等を行う日本企業である。
株式非上場化のためのマネジメント・バイアウト（MBO）として、興和紡績株式会社を2010年11月に吸収合併している。

## 概要
本社は愛知県名古屋市に所在する。興和株式会社を中核に構成される「興和グループ」の源流企業である。かつては創業事業である紡績事業も存在していたが、グループ中核企業の興和株式会社に繊維部門を事業譲渡したため、現在は紡績事業を行っていない。
非上場化に伴う会社再編を経て繊維事業から離れた為、現在の会社名は「興和紡」に変更となっている。かつては射出成形品（金型製造を含む）、ヘルスケア商品製造事業なども行っていたが、これらも興和株式会社に吸収分割により事業譲渡している。
直接の子会社として興和冷蔵がある。また関係会社として興和株式会社が存在する。社長は、興和紡、興和とも同じである。

## 沿革

### 旧法人・興和紡績
- 1894年（明治27年）12月25日 - 綿布問屋の服部兼三郎商店設立[3]。
- 1912年（大正元年）10月25日 - 株式会社服部商店設立[3]。
- 1920年（大正9年）4月20日 - 福井紡績株式会社を合併[3]。
- 1939年（昭和14年）11月15日 - 商工分離の国策により、商事部門を分離し株式会社カネカ服部商店（現在の興和株式会社）を設立[3]。
- 1940年（昭和15年）2月15日 - 興亜紡績株式会社に商号変更。松阪木綿株式会社、南海染工株式会社、株式会社矢田川染工所を合併[3]。
- 1945年（昭和20年）10月 - 興和紡績株式会社に商号変更[3]。
- 1950年（昭和25年）
  - 2月14日 - 東洋紡織株式会を合併[3]。
  - 8月9日 - 名古屋証券取引所に株式を上場(現在のプレミア及びメイン)[3][4]。
- 1961年（昭和36年）10月 - 大阪証券取引所(現物株は現在の東京証券取引所プライム及びスタンダード)に株式を上場[3][5]。
- 2009年（平成21年）12月 - マネジメント・バイアウト（MBO）のためTOBを実施し、株式を非公開化すると発表[6]。
- 2010年（平成22年）
  - 5月 - 上場廃止。
  - 11月 - 興和紡株式会社に吸収合併され、解散。

### 現法人・興和紡
- 2009年（平成21年）
  - 12月10日 - マネジメント・バイアウトを目的として、大栄産興株式会社の完全子会社の興和紡株式会社を設立。
  - 12月24日 - 興和紡による、興和紡績に対する株式公開買付（TOB）を発表[6]。
- 2010年（平成22年）
  - 2月23日 - 興和紡績の株式取得
  - 11月 - 興和紡績を吸収合併する。
- 2015年（平成27年）5月29日 - 興和紡と株式会社ジェイ・ウィル・パートナーズが共同で設立した合同会社江守コーポレーションが、 江守グループホールディングス株式会社（のちのサスティナ）とスポンサー契約を締結し、主要子会社8社の株式を譲り受けた[7]。
- 2017年（平成29年）4月1日 - 江守商事とその関連会社3社を興和が子会社とした[8]。
- 2019年（令和元年）6月3日 - 合同会社ES31（元・江守コーポレーション）が清算を終了した[9]。

## 子会社
- 興和冷蔵株式会社

### 過去の子会社等
- 三興ビル管理株式会社（2021年興栄キャッスル株式会社に合併し解散）
- シュテルン名古屋南（メルセデス・ベンツのディーラー、現在は興和の子会社となっている。）
- 名南三菱自動車販売（三菱自動車のディーラー、現在は興和の子会社となっている。）
- 知立電子工業
- 三興紙器
- NobleSkill LTD.
- 合同会社ES31（元江守コーポレーション）